# Bremer Kükenragout
Bremer Kükenragout ist ein regionales Gericht aus Bremen und besteht aus einem besonders reichhaltigen Geflügel-Ragout. Es zählt zu den traditionellen Spezialitäten der Bremer Küche.
Kükenragout wird aus den sogenannten Stubenküken zubereitet, jungen Hühnern mit einem Gewicht von 200 bis 600 Gramm. Sie sind nicht älter als einen Monat.
Heutzutage ist das Kükenragout ein edles Gericht und beinhaltet neben Stubenkükenfleisch auch Flusskrebsschwänze, Krabben (Granat) und Rinderzunge. Darüber hinaus sind häufig Hackbällchen aus Kalbfleisch sowie Spargel oder Schwarzwurzeln, Erbsen, Möhren, Champignons, Lauch und Zwiebeln enthalten. Zum Kükenragout wird oft Reis gereicht. Eine besonders reichhaltige Variante des Rezepts findet sich im Bremischen Kochbuch der Bremer Pädagogin, Schriftstellerin und Schulgründerin Betty Gleim. Als weitere variable Zutaten empfiehlt sie dabei unter anderem Kieler Sprotten, geräucherte Muscheln, Kalbsmidder, Saucissen (Cocktail-Würstchen) sowie Artischocken.
Als Beilage wird üblicherweise Reis dazu gereicht.
Traditionell war das Kükenragout eine Speise des Isens, eines Festessens anlässlich der Wahl eines neuen Bremer Senators.